# Maître de Spitz
Pour les articles homonymes, voir Spitz.
Le Maître de Spitz est un maître anonyme peintre de miniatures actif entre 1415 et 1425 à Paris. Il est fortement influencé par la peinture des Frères de Limbourg. Les peintures de trois manuscrits lui sont attribuées. Son nom est issu du manuscrit dans lequel on retrouve le plus grand nombre de miniatures qui lui sont attribuées. Ce livre d'heures est la propriété de Joel Spitz au début du XXe siècle.

## Éléments biographiques et stylistiques

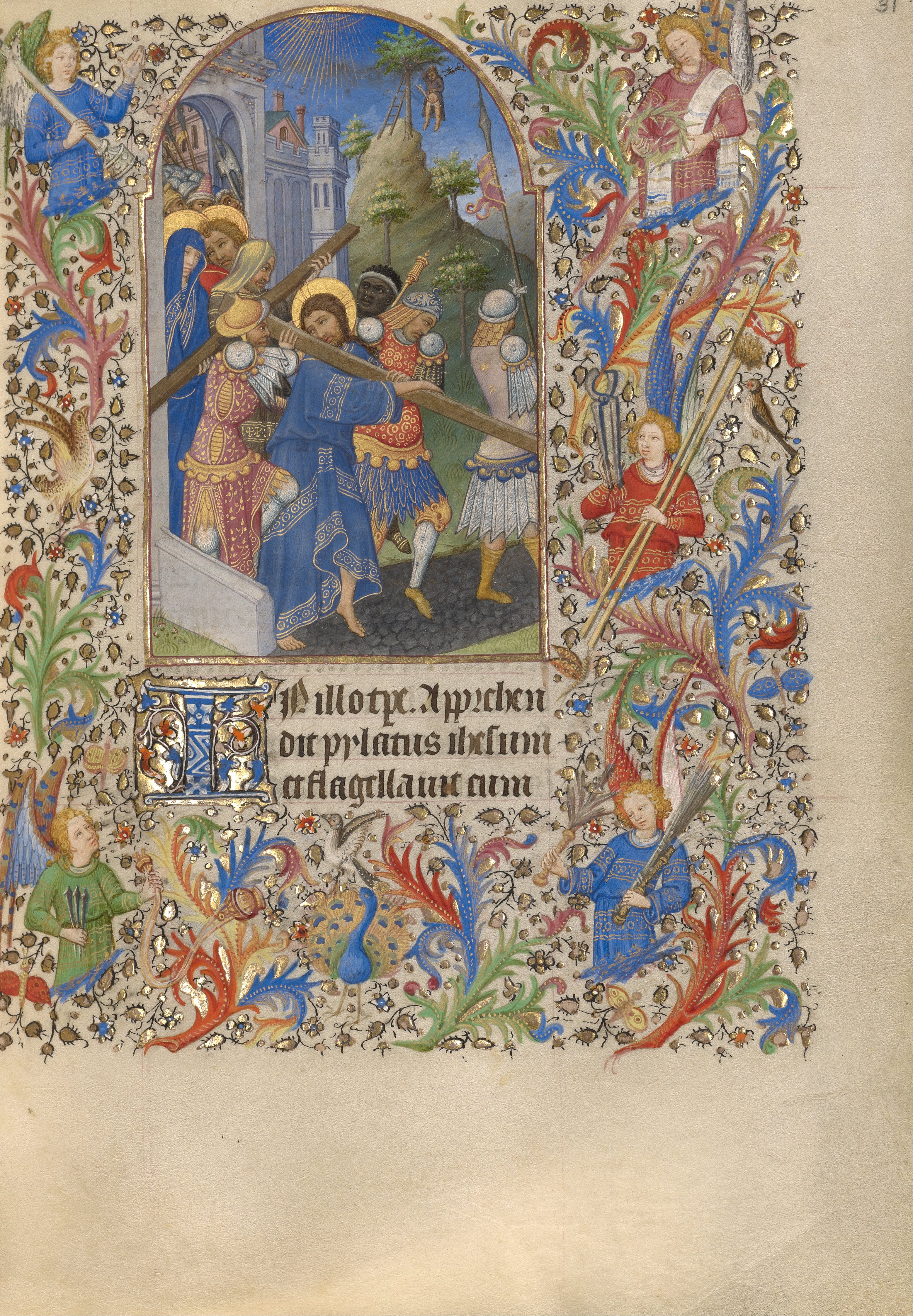
Le Portement de croix, Heures de Spitz, f.31

Les nombreux emprunts effectués aux Belles Heures du duc de Berry et aux Très Riches Heures font penser que le maître de Spitz a été employé dans l'atelier des Frères de Limbourg. Dans le manuscrit de Chantilly Ms.66, peint sans doute au même moment que les Très Riches Heures, il y emprunte les compositions de la Nativité, ainsi que la présentation du Christ au temple. Il emprunte aussi les compositions de l'Annonciation et de l'Annonce aux bergers aux Belles Heures. Si l'attitude des personnages est la même et les couleurs aussi chatoyantes, le rendu reste plus rustique, moins élégant. Patricia Stirneman perçoit une origine rhénane ou néerlandaise chez ce peintre dans certains détails, notamment les anges de la Dormition de la Vierge, qui se retrouvent dans les tableaux de Conrad von Soest,. 

## Manuscrits attribués
- Livre d'heure à l'usage de Paris, Chantilly, musée Condé, Ms.66, vers 1415 : 12 miniatures attribuées
- Livre d'heures de Spitz, Los Angeles, Getty Center, Ms.57 : auteur de 18 des 21 grandes miniatures, en collaboration avec le Maître du Hannibal de Harvard (auteur des miniatures f.71r. et 98v.) et le Maître de Guy de Laval (auteur de la miniature f.13r). Manuscrit ayant appartenu à Joel et Maxine Spitz, collectionneurs de Chicago.
- Livre d'heures de Charlotte de Savoie, New York, Pierpont Morgan Library, Ms. M1004 : auteur de 6 petites enluminures, en collaboration avec le Maître de Guy de Laval et l'atelier du Maître de Bedford[3]